# Borut Pahor
Borut Pahor (Postojna, 2 de noviembre de 1963) es un político esloveno presidente de su país desde diciembre de 2012 hasta diciembre de 2022. Fue primer ministro de Eslovenia desde noviembre de 2008 hasta febrero de 2012.

## Biografía
Borut Pahor nació en Postojna, Eslovenia (en aquel tiempo parte de Yugoslavia) y pasó su infancia en la ciudad de Nova Gorica, antes de mudarse a la ciudad cercana de Šempeter pri Gorici. Su padre murió siendo joven y su madre, Iva Pahor Martelanc (superviviente de un campo de concentración nazi) cuidó de él como madre soltera.
Después de terminar en el instituto de Nova Gorica en 1983, Pahor se matriculó en la Universidad de Liubliana, dónde estudió Publicidad y Ciencias Políticas en la Facultad de Sociología. Se graduó en 1987 con una tesis sobre negociaciones de paz entre miembros del Movimiento de Países No Alineados. Su tesis fue premiada con el Premio Prešeren a estudiantes, entonces el mayor premio académico para la creación científica en Eslovenia. De acuerdo con la prensa eslovena, Pahor trabajó como modelo para pagarse sus estudios universitarios.

## Carrera profesional
Pahor comenzó a involucrarse en políticas partidarias en la secundaria. A la edad de 15 años, se convirtió en el líder de la sección estudiantil La Alianza de los Jóvenes Socialistas de Eslovenia en el colegio de Nova Gorica, la rama joven autónoma del Partido Comunista. Durante años en su escuela, Pahor se unía a la Liga Comunista de Eslovenia.
En 1987, él presidió el Mandato de la Sección Universitaria de la Joven Alianza Socialista en Eslovenia. Esta elección interna fue importante, porque fueron las primeras elecciones en Yugoslavia organizadas enteramente de acuerdo con los principios democráticos. Estas elecciones, en las cuales los miembros podían elegir libremente entre dos partidos antagónicos, el equipo de Pahor perdió frente a la fracción más liberal.
Por consecuencia, la Joven Alianza se emancipó del control del Partido Comunista: con un proceso del cual resultó en la formación del Partido Liberal Demócrata en 1990. Debido a este cambio, Pahor continuó su carrera política en el equipo más importante del Partido Comunista. Él saltó a la fama a finales de 1980, cuando se convirtió en uno de lo más duros seguidores del ala reformista en el Partido Comunista, dirigido por Milan Kucan y Ciril Ribcic.
Durante la crisis política causada por el supuestamente llamado juicio Ljubljana en la primavera y el verano de 1988, Pahor fue el primer miembro de la lista del Partido Comunista en proponer al partido la renuncia del monopolio alrededor de la vida política eslovena, y esto abrió el camino al pleno derecho político del pluralismo.
En 1989, Pahor cofundó y capitaneó el Foro Democrático, una pequeña sección dentro del Partido Comunista Esloveno que se establecía como una fuerza contraria a la Joven Alianza Socialista, la cual está aun abierta en oposición a las políticas comunistas. El mismo año, fue nombrado por el Comité Central de la Liga Comunista Eslovena, el miembro más joven de la historia de este partido. En 1990, participó en el último Congreso de la Liga Comunista de Yugoslavia por la Delegación de Eslovenia en Belgrado.

## La década de los 90
En las primeras elecciones en Eslovenia en abril de 1990, en las cuales los Comunistas fueron vencidos por la Oposición Democrática de Eslovenia (DEMOS), Pahor fue elegido para la lista del Parlamento Esloveno en la Liga Comunista- en la Reforma del Partido Democrático. Junto a Milan Balazic, Pahor fue el líder del ala proreformista del partido, el cual avocó por un corte claro del pasado Comunista y una aceptación de la libre economía del mercado; ellos incluso fueron más lejos al proponer una fusión del partido junto con el partido Social Demócrata Esloveno de Joze Pucnik. Sin embargo, el partido seguía perdiendo apoyos durante toda la década de los 90, llegando a bajar un 10 % de su popularidad en 1996, la posición de Pahor creció fuertemente. En 1997, fue elegido presidente en tercera posición por la plataforma centrista.
En 1997, se vio envuelto en el intento de crear un ala izquierda común del gobierno entre la Lista Social Demócrata de Pahor, la Democracia Liberal de Eslovenia, el Partido Nacional Esloveno y el Partido de los Pensionistas. Pahor fue propuesto como Miniestro de Relaciones Exteriores en este gobierno de coalición izquierdista, pero la propuesta no obtuvo la mayoría en el parlamento. En vez de con La Democracia Liberal de Eslovenia, formó coalición con el Partido Conservador Esloveno, basado en una plataforma centrista, la cual gobernó hasta el año 2000. El partido Social Demócrata de Pahor permaneció en la oposición, aunque apoyó al gobierno en varias decisiones claves.

## Forjar una agenda centrista
En el 2000, Pahor guio a su partido a al coalición con la Democracia Liberal de Eslovenia dirigida por Janez Drnovsek. Pahor fue elegido presidente de la Asamblea Nacional Eslovena ( la cámara baja del Parlamento Esloveno). Esto fue su primer trabajo institucional. Durante este periodo, se autodefinió a sí mismo como un moderado no participativo, que se ganó el respeto de un gran sector de la política de centro-derecha.
Como Presidente del Parlamento presionó para hacer una conmemoración en memoria del disidente anticomunista fallecido Joze Pucnik, al cual se opusieron inicialmente la mayoría de los miembros radicales de la parte izquierda de la coalición 
Al mismo tiempo, Pahor tuvo un enfrentamiento con el sector de la izquierda dentro de su mismo partido como miembro del NATO Esloveno. A través de los 90 y los 2000, Pahor permaneció como partidario de la entrada de Eslovenia en este pacto militar, el cual tuvo muchos sectores de la sociedad en contra.
En junio de 2004, él fue elegido como miembro del Parlamento Europeo, dónde fue miembro del grupo Socialista. Sirvió en el comité de Control Presupuestario del Parlamento y en el Comité Constitucional durante el período de rechazo del Tratado Constitucional por Francia y Países Bajos, además de la negociación del Tratado de Lisboa, apoyando la línea el Parlamento sobre este tema (informan Richard Corbett e Íñigo Méndez de Vigo). En octubre de 2004, la coalición de centro-izquierda en Eslovenia perdió el Partido Democrático Esloveno liberal-conservador y sus aliados de la derecha. En los primeros años del gobierno centro-derechista de Janez Jansa, Pahor polemizó públicamente con Anton Rop, el líder de la Democracia Liberal Eslovena, sobre la estrategia de oposición al gobierno. En la polémica, la cual pronto se conoció para el público como ``Dear Tone, Dear Borut Discussion´´, Pahor optó por una oposición más constructiva. En 2006, los socialdemócratas de Pahor acordaron con el partido de la coalición gobernante poder colaborar en las políticas de la reforma económica.
Debido a la disolución gradual de la Democracia Liberal de Eslovenia, en 2007 los socialdemócratas se convirtieron en la segunda fuerza política más grande de Eslovenia, y por lo tanto Pahor se convirtió en el líder no formal de la oposición de izquierda.
El mismo año, Pahor fue candidato a las elecciones presidenciales, en las que se vio favorecido por las encuestas. Sin embargo, debido al alto rango de su partido, decidió apoyar al candidato presidencial Danilo Türk, y siguió al frente de los socialdemócratas en las elecciones parlamentarias de 2008.

## Primer ministro (2008-2012)
Borut Pahor presenta el programa de reforma de su gobierno
Pahor fue el primer ministro esloveno desde noviembre de 2008 hasta febrero de 2012, al frente del gobierno formado por los socialdemócratas en coalición con la Democracia Liberal de Eslovenia y Zares.
Frente a la crisis económica mundial su gobierno propuso reformas económicas, pero fueron rechazadas por el líder de la oposición, Janez Jansa y referendos en 2011. Por otra parte, los electores votaron a favor de un acuerdo de arbitraje con Croacia, que tuvo como objetivo resolver la disputa fronteriza entre los países, que emerge después de la desintegración de Yugoslavia.
Las tensiones entre los socios de la coalición llegaron a la cumbre en 2011, cuando dos partes, deSUS, en abril y Zares en julio, abandonaron el gobierno. La oposición ha acusado al gobierno de corrupción y mal manejo de la economía. Ante la pérdida de varios ministros y cayéndose el apoyo del público, Pahor solicitó al Parlamento una moción de confianza. El 20 de septiembre, el Parlamento votó 51-36 en contra de la moción, lo que resultó ser la caída del gobierno. Después de la votación, Pahor dijo: "No siento ninguna amargura tengo plena fe en nuestro pueblo y en el futuro de Eslovenia ".
De acuerdo con la constitución, el Parlamento eligió un nuevo primer ministro en 30 días. Si esto no hubiera pasado, el presidente de Eslovenia disolvería el Parlamento y llamaría a las elecciones lo antes posible. La mayoría de los partidos expresaron su opinión y prefirieron llamar cuanto antes a las elecciones en vez de formar un nuevo gobierno.
El 1 de diciembre de 2001, varios clips de las grabaciones de las sesiones a puerta cerrada del Gobierno de Eslovenia durante el mandato de Borut Pahor se publicaron en el sitio web de intercambio de videos YouTube.

## 2011 elecciones y consecuencias
En las elecciones del 4 de diciembre de 2011, en virtud de Pahor sacaron menos escaños 29-10 (perdiendo 19) asientos en la temprana elección de la Asamblea Nacional, en comparación a las elecciones de 2008, pero Pahor expresó su "gran satisfacción" con el resultado y explicó que el partido ganó "más votos de lo que esperábamos". El 19 de diciembre de 2011, cuando aún estaba en el hospital debido a una otitis media, Pahor aceptó la candidatura a la Presidencia de la Asamblea Nacional después de la elección de esta, pero se retractó después de dos infructuosas rondas electorales.
En junio de 2012, Pahor, sin éxito, se postuló para la reelección como presidente de los socialdemócratas. Fue derrotado por Igor Luksic con un estrecho margen. En el mismo congreso del partido, Pahor anunció que se postularía para presidente de Eslovenia. Pocos días más tarde, el partido y su nuevo presidente apoyaron oficialmente la candidatura de Pahor para el mismo. En septiembre, la Lista Cívica, un partido centrista de la centro-derecha eslovena en coalición de gobierno, también apoyó oficialmente la candidatura de Pahor para el puesto de presidente.

## Elecciones presidenciales de 2012
Borut Pahor ganó la segunda vuelta de las elecciones con el 67,3 % de los votos. Los resultados fueron anunciados por primera vez en una encuesta de salida por el Instituto de la Mediana. El resultado fue confirmado más tarde con el 67,4 % de los votos para Pahor al 32,6 % para Danilo Türk por la Comisión Electoral de Eslovenia, con el 99,7 % de los votos escrutados. 
Después de que se anunciaran los resultados, Pahor reiteró que este era "sólo el comienzo, el comienzo de algo nuevo, una nueva esperanza, un nuevo período." Pahor hizo hincapié en que la gente necesita confianza, respeto y tolerancia. Afirmó que mantendrá las promesas que hizo durante la campaña y que seguirá trabajando para ayudar a resolver los problemas a los que se enfrenta la nación.
Con esto, fue el presidente más joven de Eslovenia en la historia y el único político, que ocupó las tres posiciones presidenciales en el sistema político esloveno: Presidente de la Asamblea Nacional de Eslovenia, primer ministro de Eslovenia y presidente de la República.
Se presentó en las elecciones de 2017.